# Dong (Taizhong)
Dong (chiń. upr. 东区; chiń. trad. 東區; pinyin Dōng qū; Wade-Giles Tung ch’ü) – dzielnica (chiń. 區, qū) w rejonie miejskim miasta wydzielonego Taizhong na Tajwanie. 
23 czerwca 2009 komitet przy Ministrze Spraw Wewnętrznych Republiki Chińskiej zarekomendował scalenie dotychczasowego powiatu Taizhong (chiń. trad. 臺中縣; pinyin Táizhōng xiàn) i miasta Taizhong (chiń. trad. 臺中市; pinyin Táizhōng xiàn) w miasto wydzielone (chiń. 直轄市, zhíxiáshì); dotychczasowe dzielnice (chiń. 區, qū) miasta Taizhong, jak Dong, stały się dzielnicami miasta wydzielonego. Ustawa weszła w życie 25 grudnia 2010 roku.
Populacja dzielnicy Dong w 2016 roku liczyła 75 396 mieszkańców – 37 809 kobiet i 37 587 mężczyzn. Liczba gospodarstw domowych wynosiła 27 613, co oznacza, że w jednym gospodarstwie zamieszkiwało średnio 2,73 osób.

## Demografia (2011–2016)
| Rok  | Liczba ludności | Gęstość zaludnienia | Kobiety | Mężczyźni | Gospodarstwa domowe |
| ---- | --------------- | ------------------- | ------- | --------- | ------------------- |
| 2011 | 73 960          | 7965                | 36 741  | 37 219    | 26 112              |
| 2012 | 74 282          | 7999                | 36 965  | 37 317    | 26 552              |
| 2013 | 74 572          | 8031                | 37 260  | 37 312    | 26 863              |
| 2014 | 74 922          | 8068                | 37 468  | 37 454    | 27 086              |
| 2015 | 75 182          | 8096                | 37 638  | 37 544    | 27 381              |
| 2016 | 75 396          | 8119                | 37 809  | 37 587    | 27 613              |